# Reticolo (gruppo)

Un reticolo nel piano euclideo.

In matematica, e in particolare in geometria e in teoria dei gruppi, un reticolo in {\displaystyle \mathbb {R} ^{n}} è un sottogruppo discreto di {\displaystyle \mathbb {R} ^{n}} che genera lo spazio vettoriale reale {\displaystyle \mathbb {R} ^{n}}. Ogni reticolo in {\displaystyle \mathbb {R} ^{n}} è generato da una base dello spazio vettoriale {\displaystyle \mathbb {R} ^{n}} mediante combinazioni lineari con coefficienti interi. Un reticolo può essere visto come una tassellatura regolare di uno spazio utilizzando una cella primitiva.
I reticoli hanno molte applicazioni significative in matematica pura, in particolare nell'ambito delle algebre di Lie, della teoria dei numeri e della teoria dei gruppi. I reticoli emergono anche in diversi contesti della matematica applicata e delle scienze fisiche, ad esempio nella teoria dei codici, nella crittografia (a causa della congetturata difficoltà computazionale di molti problemi di reticolo), nella scienza dei materiali, nella fisica dello stato solido e nella fisica computazionale in generale.
Ogni reticolo in {\displaystyle \mathbb {R} ^{n}} è un gruppo abeliano libero di rango {\displaystyle n}.

## Covolume
Un tipico reticolo {\displaystyle \Lambda } in {\displaystyle \mathbb {R} ^{n}} ha la forma
{\displaystyle \Lambda =\left\{\sum _{i=1}^{n}a_{i}v_{i},a_{i}\in \mathbb {Z} \right\}=v_{1}\mathbb {Z} +\ldots +v_{n}\mathbb {Z} ,}
dove {\displaystyle \{v_{1},\ldots ,v_{n}\}} è una base di {\displaystyle \mathbb {R} ^{n}}. Differenti basi possono generare lo stesso reticolo, ma il valore assoluto del determinante dei vettori {\displaystyle v_{1},\ldots ,v_{n}} è unicamente determinato ed è indicato da {\displaystyle d(\Lambda )}. Se si pensa il reticolo come una divisione dello spazio {\displaystyle \mathbb {R} ^{n}} in poliedri congruenti (copie di un parallelepipedo {\displaystyle n}-dimensionale noto come regione fondamentale del reticolo), allora {\displaystyle d(\Lambda )} è uguale al volume {\displaystyle n}-dimensionale del poliedro. Poiché il gruppo quoziente {\displaystyle \mathbb {R} ^{n}/\Lambda } può essere identificato con questo poliedro, il valore {\displaystyle d(\Lambda )} è detto covolume del reticolo {\displaystyle \Lambda }. Se {\displaystyle d(\Lambda )=1}, il reticolo è detto unimodulare.

## Punti di un reticolo in un insieme convesso
Il teorema di Minkowski mette in relazione il covolume {\displaystyle d(\Lambda )} di un reticolo {\displaystyle \Lambda } e il volume di un insieme convesso {\displaystyle S} simmetrico rispetto all'origine con il numero di punti del reticolo contenuti in {\displaystyle S}. Nello specifico esso afferma che se
{\displaystyle \mathrm {vol} (S)>2^{n}d(\Lambda ),}
allora {\displaystyle S} contiene almeno un punto del reticolo oltre all'origine.
Il numero di punti di un reticolo contenuti in un politopo è descritto dal polinomio di Ehrhart associato al politopo.

## Reticoli in generici spazi vettoriali
Il concetto di reticolo può essere esteso ad un qualunque spazio vettoriale di dimensione finita su un generico campo. Sia {\displaystyle K} un campo e {\displaystyle V} uno spazio vettoriale di dimensione finita {\displaystyle n} su {\displaystyle K}. Sia {\displaystyle {\mathcal {B}}=\{\mathbf {v} _{1},\ldots ,\mathbf {v} _{n}\}} una base per {\displaystyle V} e sia {\displaystyle R} un anello contenuto in {\displaystyle K}. Allora l'{\displaystyle R}-reticolo {\displaystyle \Lambda } in {\displaystyle V} generato da {\displaystyle {\mathcal {B}}} è dato da
{\displaystyle \Lambda =\left\{\sum _{i=1}^{n}a_{i}\mathbf {v} _{i},a_{i}\in R,\mathbf {v} _{i}\in B\right\}=v_{1}R+\ldots +v_{n}R.}
Differenti basi {\displaystyle {\mathcal {B}}} daranno in generale differenti reticoli. Tuttavia, se la matrice di transizione {\displaystyle T} tra le due basi appartiene a {\displaystyle GL_{n}(R)}, allora i reticoli generati da queste due basi sono isomorfi. Dire che {\displaystyle T} appartiene a {\displaystyle GL_{n}(R)} equivale a dire che {\displaystyle T} ha tutte le componenti in {\displaystyle R} e ha determinante che è un'unità dell'anello {\displaystyle R} o, alternativamente, sia {\displaystyle T} che {\displaystyle T^{-1}} hanno tutte le componenti in {\displaystyle R}.
Casi particolarmente importanti in teoria dei numeri si hanno quando {\displaystyle K} è il campo dei numeri {\displaystyle p}-adici e {\displaystyle R} è l'anello degli interi {\displaystyle p}-adici.